# 瑙緬卡
50°34′41″N 28°54′36″E / 50.57806°N 28.91000°E
瑙緬卡（烏克蘭語：Науменка）是烏克蘭北部的村莊，隸屬日托米爾州的日托米爾區。該村始建於1590年，面積1.14平方公里，海拔高度210米，2001年人口46，人口密度每平方公里40.49人。